# リッツァーノ・イン・ベルヴェデーレ
リッツァーノ・イン・ベルヴェデーレ（伊: Lizzano in Belvedere）は、イタリア共和国エミリア＝ロマーニャ州ボローニャ県にある、人口約2,100人の基礎自治体（コムーネ）。

## 地理

### 位置・広がり

#### 隣接コムーネ
隣接するコムーネは以下の通り。括弧内のMOはモデナ県、PTはピストイア県所属を示す。
- ファナーノ (MO)
- ガッジョ・モンターノ
- モンテーゼ (MO)
- ピストーイア (PT)
- アルト・レーノ・テルメ
- サン・マルチェッロ・ピテーリオ (PT)
- セストラ (MO)

### 気候分類・地震分類
リッツァーノ・イン・ベルヴェデーレにおけるイタリアの気候分類 (it) および度日は、zona F, 3066 GGである。
また、イタリアの地震リスク階級 (it) では、zona 3 (sismicità bassa) に分類される。

## 行政

### 分離集落
アリアーナには以下の分離集落（フラツィオーネ）がある。
- Farnè, Gabba, La Cà, Madonna dell'Acero, Monteacuto, Pianaccio, Poggiolforato, Querciola, Rocca Corneta, Vidiciatico, Villaggio Europa

## 姉妹都市
- ヒルツィンゲン（ドイツ語版）、ドイツ